# Cul·leó
Cul·leó (en llatí Culleo) és el nom que va adoptar la branca plebea de la gens Terència. Els seus personatges més destacats van ser:
- Quint Terenci Cul·leó, senador i ambaixador romà.[2]
- Quint Terenci Cul·leó, tribú de la plebs el 58 aC.